# Bob Greener
Robert Greener (17 tháng 7 năm 1899 – tháng 2 năm 1970) là một cầu thủ bóng đá người Anh từng thi đấu ở vị trí half-back hay inside forward ở Football League cho Crystal Palace và York City và ở cấp độ nghiệp dư cho Birtley Colliery. Sau khi giải nghệ, ông làm việc tại Crystal Palace với tư cách trợ lý huấn luyện và sau đó là người huấn luyện.